# ماريا لامب
ماريا لامب (بالإنجليزية: Maria Lamb)‏ هي متزلجة أمريكية، ولدت في 4 يناير 1986 في سانت بول في الولايات المتحدة.

## وصلات خارجية
- الموقع الرسمي
- ماريا لامب على موقع SpeedSkatingBase.eu (الإنجليزية)
- ماريا لامب على موقع SpeedSkatingNews.info (الإنجليزية)
- ماريا لامب على موقع SpeedSkatingStats.com (الإنجليزية)
- ماريا لامب على موقع اللجنة الأولمبية الدولية (الإنجليزية)
- ماريا لامب على موقع أوليمبيديا (الإنجليزية)
- ماريا لامب على موقع اللجنة الأولمبية والبارالمبية الأمريكية (الإنجليزية)